# America: A Tribute to Heroes
America: A Tribute to Heroes fu un concerto benefico organizzato da George Clooney e mandato in onda dalle quattro maggiori emittenti televisive americane, dopo gli attentati dell'11 settembre 2001 che colpirono il World Trade Center e il Pentagono. Il concerto ricalcò lo stile di una maratona televisiva, nella quale si esibirono numerosi intrattenitori, per raccogliere fondi da devolvere alle famiglie delle vittime e ai vigili del fuoco di New York. Andò in onda il 21 settembre 2001, in maniera ininterrotta e priva di pubblicità. Il 4 dicembre 2001 vennero pubblicati in CD e DVD.
Su un palco scuro illuminato da candele, si esibirono 21 artisti che cantarono canzoni di cordoglio e speranza, mentre gli attori pronunciavano piccoli messaggi vocali. Alcuni musicisti, come Neil Young ed Eddie Vedder, durante la serata risposero anche alle telefonate per raccogliere fondi. Il ricavo della maratona fu di 30 milioni di dollari e fu devoluto al fondo per l'11 settembre della United Way.
Nel 2004, Rolling Stone lo votò come uno dei 50 momenti che cambiò la storia del rock.

## Ospiti e performance
- Bruce Springsteen: "My City of Ruins", canzone suonata solo in pochi show. Scritta prima degli attentati, parla di Asbury Park; in questa occasione furono modificati alcuni versi, dando alla canzone un significato ben diverso e riguardante il tema della serata.
- Stevie Wonder con i Take 6: "Love's in Need of Love Today", dal suo album Songs in the Key of Life.
- U2 con Dave Stewart, Natalie Imbruglia e Morleigh Steinberg: "Peace on Earth" (intro)/"Walk On", entrambe dell'album All That You Can't Leave Behind.
- Faith Hill con cori gospel: "There Will Come a Day", dall'album Breathe.
- Tom Petty and the Heartbreakers: "I Won't Back Down", dall'album solista di Petty Full Moon Fever.
- Enrique Iglesias: "Hero", inedita.
- Neil Young: "Imagine", di John Lennon, ma mai registrata dal canadese.
- Alicia Keys: "Someday We'll All Be Free", di Donny Hathaway, mai registrata.
- Fred Durst e Wes Borland dei Limp Bizkit, con John Rzeznik dei Goo Goo Dolls: "Wish You Were Here" dei Pink Floyd, mai registrata dai due gruppi, ma con alcune liriche cambiate per l'occasione.
- Billy Joel: "New York State Of Mind", dall'album Turnstiles.
- Dixie Chicks: "I Believe In Love", inedita.
- Dave Matthews: "Everyday", performance solista, dall'album Everyday, della Dave Matthews Band.
- Wyclef Jean: "Redemption Song", di Bob Marley and the Wailers, mai registrata dall'artista.
- Mariah Carey: Un medley di "Never Too Far" dall'album Glitter e "Hero", dall'album Music Box.
- Bon Jovi: "Livin' on a Prayer", dall'album Slippery When Wet. Acustica, con due chitarre, batteria e un assolo di violino.
- Sheryl Crow: "Safe and Sound", inedita.
- Sting: Fragile, dall'album ...Nothing Like the Sun.
- Eddie Vedder e Mike McCready dei Pearl Jam con Neil Young: "Long Road", contenuta sull'Ep della band Merkin Ball.
- Paul Simon: "Bridge over Troubled Water", dall'omonimo album di Simon & Garfunkel.
- Céline Dion: "God Bless America".
- Willie Nelson con tutti gli artisti: "America the Beautiful".

## Speaker
- Sylvester Stallone
- Tom Hanks
- George Clooney
- Will Smith
- Muhammad Ali
- Kelsey Grammer
- Jim Carrey
- Cameron Diaz
- Robin Williams
- Dennis Franz
- Jimmy Smits
- Calista Flockhart
- Amy Brenneman
- Conan O'Brien
- Sarah Jessica Parker
- Tom Cruise
- Ray Romano
- Lucy Liu
- Sela Ward
- Jane Kaczmarek
- Julia Roberts
- Chris Rock
- Robert De Niro
- Clint Eastwood